# Bifurkationsnadel

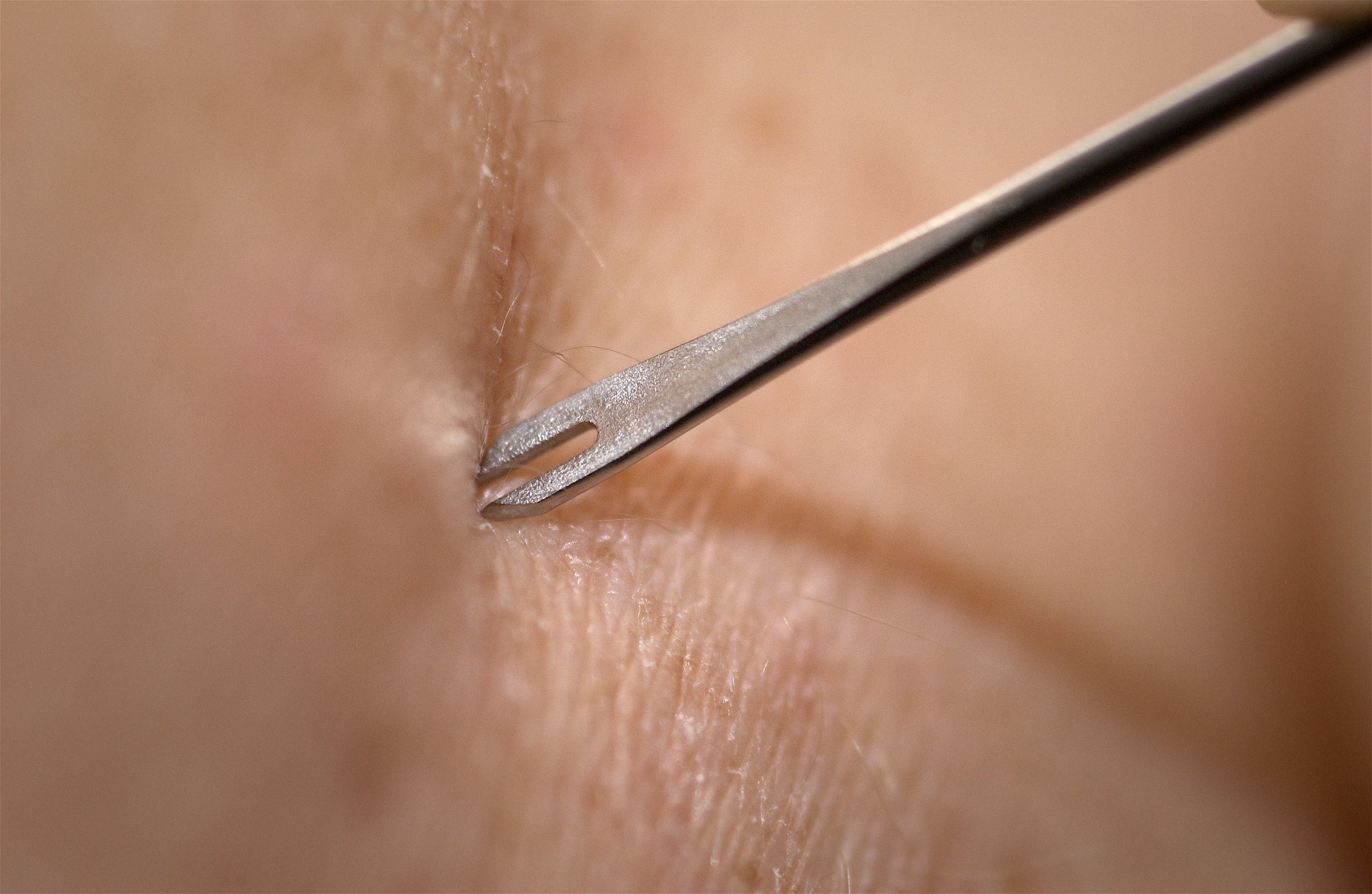
Bifurkationsnadel bei der Pockenimpfung

Eine Bifurkationsnadel ist eine Nadel mit geteilter Spitze, die zur Anwendung von Pockenimpfstoffen entwickelt wurde.

## Eigenschaften
Durch die Verwendung einer Bifurkationsnadel konnte die notwendige Impfdosis des Pockenimpfstoffes auf ein Viertel verringert werden. Die Verletzung der Haut mit der Bifurkationsnadel führt zu einer zusätzlichen Aktivierung der angeborenen Immunantwort, wodurch die Immunität verstärkt wird. Der Impfstoff kann mit der Bifurkationsnadel in die Haut eingeritzt oder eingestochen werden. Dazu wird die Nadel in die Impfstofflösung getaucht und fünfzehnmal kreisförmig in die Haut eingebracht.
Bei der Verwendung der Bifurkationsnadel ist jedoch nach einigen Autoren die Abgabe des Impfstoffs in die Haut relativ ineffizient und variabel und eine bessere Alternative dazu seien einfach handzuhabende hohle Mikronadeln bzw. impfstoffüberzogene Mikronadeln, siehe auch Artikel Impfpflaster.

## Geschichte
Die Bifurkationsnadel wurde ab 1961 von Benjamin Rubin und Gus Chakros entwickelt. Die Bifurkationsnadel wurde zwischen 1966 und 1977 beim WHO-Programm zur Eradikation der Pocken unter der Leitung von Donald A. Henderson verwendet, unter Verwendung von über 200 Millionen Impfdosen weltweit.